# CHUCK/チャック
『CHUCK/チャック』（原題：Chuck）はアメリカ合衆国のテレビドラマ。アメリカ本国では2007年9月24日から2012年1月27日にかけて全5シーズン、全91話がNBCで放送された。なお、本国ではiTunes StoreやNBC.comの他、エピソードによってはTheWB.comでもビデオ鑑賞が可能である。
日本ではスーパー!ドラマTVにて、2009年にシーズン1、2010年にシーズン2、2011年12月20日からシーズン3、2012年10月2日からシーズン4、2013年7月14日からファイナルシーズンが放送されている。また、日本テレビにて2011年10月29日からシーズン1、2012年10月9日からシーズン2が放送されている。
2017年5月2日からDlifeにてシーズン1、2が放送された。

## ストーリー
どこにでもいる普通のオタク青年チャックはある日、旧友のブライスから送られてきたEメールを見る。添付されていた映像データを見たチャックはその場で失神してしまう。ブライスはCIAのスパイで、国家機密のデータ「インターセクト」の全てを盗んで逃走、拘束される寸前にチャックにメールとして送付したのだ。
それを見たチャックは国家機密のデータ全てを脳にダウンロードしてしまい、さらにそのデータが入ったパソコンは、CIAの追手サラに破壊されてしまったため、インターセクトはチャックの脳の中にあるのみとなってしまった。さらに、CIAとは異なる思惑で動くNSA（国家安全保障局）のエージェント、ケイシーも現れ、サラとともにチャックを護衛・監視することになった。
チャックはこうして、普段は家電量販店バイ・モアの店員とスパイの不思議な二重生活を送ることとなる。
チャックたちはインターセクトとオリオンをめぐってフルクラムやリングといった秘密組織と戦い、さらにはエージェント・フロストをめぐってヴォルコフ産業と戦う。ついには自らが所属するCIAそのものを敵に回すこととなるのだった。

## 登場人物

### 主要人物
チャック・バトウスキー
演 - ザッカリー・リーヴァイ、吹替 - 草尾毅
主人公。フルネームはチャールズ・アーヴィング・バトウスキー。家電量販店「バイ・モア（BUY MORE）」で時給11ドル（後に12ドルに上がっている）で働くどこにでもいる普通のオタクの青年。
スタンフォード大学の成績優秀な学生だった輝かしい過去を持つが、ルームメイトのブライスの策略でカンニングの疑惑を着せられて大学を退学にされる。以来、幼なじみのモーガンとゲームに明け暮れる日々だったが、ある日、ブライスからCIAやNSAの全機密情報を集めた最新テクノロジー「インターセクト」を情報化したメールを見、世界的な陰謀やテロなどの極秘情報がふとしたきっかけで頭に浮かぶようになる。それを機に世界一頼りないスパイとしてさまざまな事件に巻き込まれていく。
機転が利き、豊富な知識の持ち主だが、護身もままならない初期においても現場に飛び込み、状況を悪化させることもあればサラ達を救うこともあり、チャックの経歴を見たショウからジェームズ・ボンドの様でもあり、時にコントの様だと評価された。また「並のスパイ一生分の経験を積んでいる」とも称された。意外と本音が出やすく一言多い面があり、、不本意な行為を強いられると咄嗟に大胆な発言が返す事が多い。
優れた頭脳の持ち主で、その後の調べで大量の情報に耐えられる仕組みになっているため、インターセクトがインストールできたことが判明した（後に普通のスパイでインストールしようとした結果、脳が破壊されアンインストールされる）。
シーズン2では敵側のスパイ「フルクラム」の実験場に遭遇して「インターセクト」と同様の構造をした情報を脳内にインストールした。また終盤にて「オリオン」のおかげで一度脳内のデータを全て消去することに成功するも、同シーズン最終回にてブライスの死を目前に決意し、「インターセクト2号」を再インストールする。またそれには様々な武術やアスリート、楽器の演奏や簡易な外科手術等のデータも入っており、それがよみがえったときは様々なパフォーマンスも実践可能になる。
シーズン3では、その能力を買われスパイとしてスカウトされ訓練されるが、任務に失敗、自信を喪失し自堕落な生活を送っていた。また、ついに思いが通じあったサラの組織からの逃避行も断わってしまったため、関係がこじれてしまっていた。その後、紆余曲折の末、再びサラ、ケイシーとともに「バトウスキー計画」としてチームを組むことになり、モーガンとともに「バイ・モア」に出戻りする。しかし、「インターセクト」の副作用で後半不安定になる。オリオンの開発した抑制機能を持つガバナーを手に入れ克服し、スパイを続行。同シーズン最終回で危険を拒むエリーによってスパイを辞職。さらにその後父オリオンのメッセージから独自に母親探しを再開する。
シーズン4序盤でやっとのことで手がかりを入手するも資金が尽きたことで中止に。就職活動を始めるもことごとく落ちる。その後それらはCIAによってもたらされたものであると判明、復活したバイ・モアにて半ば強制的にスパイに復帰するよう押し進まれるも一度断る。その後ロシアのヴォルコフ産業に潜入するもサラ達が危機に陥っていると連絡が入り、結局母親の情報集めは中止になる。
サラ達に内緒でモーガンと母親探しをしていることがばれると、今度はその目的のためにスパイに復帰することとなった。
シーズン4最終回でサラと結婚、ヴォルコフ産業の設備一式をヴォルコフから引き継ぎバイ・モアのオーナーに就任する。
シーズン5では最終回までインターセクトを失ったままカーマイケル産業のリーダーとしてチームを率いている。訓練は積んでいるということでインターセクトを暴走させたモーガンやかつての強敵でもあるショウとも互角以上に戦える格闘能力も持ち合わせており、一流のハッカーである経歴も発覚した。
スパイとしてはよくチャールズ・カーマイケルの偽名を用いる。
大学時代の恋人ジルとの失恋が痛手で、恋には奥手。
「バイ・モア」では故障した家電の修理を担当するグループ「オタク軍団（原語ではナード・ハード）」を取り仕切っている。メンバーの中でも常識人という位置付けのせいかシーズン1-3では店内のマネージャーを担当しているビッグ・マイクからの信頼は厚い。
失踪した父親から貰った映画「トロン」のポスターをいまだに部屋に貼っている。オタク趣味のない姉のエリーからは事あるごとに剥がすように言われているが、その度、「プレミアもの」「思い出の品」などと言い逃れている。実はポスターの裏に「インターセクト」になってからの人物関係図を書き、日々劇的に変化している物事を整理している。
サラ・ウォーカー
演 - イヴォンヌ・ストラホフスキー、吹替 - 魏涼子
ヒロインでCIAの美人エージェント。
「インターセクト」が頭に入ってしまったチャックを護衛し、時にはチャックやケイシーとミッションに挑む。
ブライスとは同僚で、恋人同士でもあった。
頭脳明晰で、格闘能力は一流。CIAの上司グレアムにも評価されている。
普段はバイモアの向かいのホットドッグ店（シーズン2からはヨーグルト店）にて看板娘として働き、チャックの事情を知らない周囲には彼の恋人と言う設定になっているが、徐々に彼の本来の魅力や優しさに魅かれ始め、彼を愛するようになる。しかし、スパイとして徹しようとする立場と自分の愛情が複雑に感情がせめぎ合ってチャックの想いに対して曖昧になり、本心とは別に結果として時に彼を弄ぶ形になることも。その後様々な困難を乗りこえシーズン4最終話で結婚する。
サラ・ウォーカーは実は偽名で、過去にはジェニー・バートンという偽名も使用。
父親は詐欺師で、彼女の学生時代に逮捕されている。そのため、学生時代は酷いいじめに遭っており、また当時使っていたジェニー・バートンと言う名を嫌っている。また、その父の逮捕をきっかけにCIAにスカウトされた。
CIAのスパイ最終テスト（通称・レッドテスト）でショウの妻を殺害する。そのことが彼女を公私にわたって深く傷つけることになる。
依然その素性には謎が残っているが、最終シーズンでチャックを護衛するまでの過去が全て明かされる。最終シーズン終盤では不完全なインターセクトをダウンロードせざるを得なくなり、副作用で最近の記憶が欠落し始める。
ジョン・ケイシー
演 - アダム・ボールドウィン、吹替 - 山野井仁
NSAのエージェントで、階級は少佐（後に大佐）。サラと共に任務に同行、チャックの護衛を務める。
彼のそばにいようと昼間は「バイ・モア」で働き始め、スーツの代わりに不似合いな緑色のポロシャツを着用するようになる。
性格は短気なため、「バイ・モア」では無礼な客に掴みかかろうとしてチャックに止められることもしばしばある。また皮肉屋で毒舌な面があり、その的は主にチャック。行動には強行突破や武力行使など過激な手段を好み、逆に敵でも被害を最小限に収めたいチャックとはしばしば意見が対立する。
母親もNSAで働き、自身もNSAに所属してから20年以上も様々な任務で活躍してきた筋金入りのプロの愛国者。しかし、シーズン3で、リングに裏切ったかつての上司に背信行為を強要され、NSAでの功績を認められるも一般人となりスパイとしての立場を失う。その後も隠れてチャックのサポートを行い、ショウの裏切りで協力の要請に応じ、リング幹部を捕らえることで復帰する。
私生活などは謎めいているが、盆栽が趣味であることやロナルド・レーガンを敬愛し、出かける際は自宅に飾った写真に一礼する姿などが見られる。また、ドバイの武器展示会やタイのならず者たちの溜まり場の常連。子供のときは聖歌隊に所属し、高い音程を出せる特技がある。
当初はチャックを信用しておらず「チャックを守る為」と言ってはチャックの家に盗聴器などを仕掛け、「インターセクト」であることを除けばスパイとしての技能を何も持たないチャックをしばしば「ど阿呆」呼ばわりする。また、チャックと行動を共にする様になってからは任務の際に何かと不幸（愛車フォード・クラウンビクトリアの爆破、チャックとのキスなど）が続くため、なるべくならばチャックを同伴したくないと思っていた。
しかし、一方で任務をともにするうちにチャックと仲間としての絆が生まれ、彼のピンチには電話一本で駆けつけたり、ハグを交わすなど友情が芽生え、本人がいないところでは成長したチャックを認める発言をするようにもなる。
本名はアレクサンダー（アレックス）・コバーン。
アメリカ合衆国海兵隊少尉だったが、NSAにスカウトされたことにより死亡を偽装し本来の身分を捨てジョン・ケイシーになった。このとき結婚を考えた恋人がいたが、これにより別れることになる。のちに彼女に自身の子供、アレックス（後にモーガンの恋人になる）がいることが発覚する。後にその母親とも和解した。
シーズン5で元敵でありながら、愛し合う関係でもあったガートルードと再会。最終回ではチャックとサラに別れを告げアレックスをモーガンに託して、ガートルードの元へ旅立っていった。
モーガン・ギレルモ・グライムス
演 - ジョシュア・ゴメス、吹替 - 粟野志門
チャックの幼なじみで、家電量販店バイ・モアでの同僚でもある親友。背が低く、髭を生やしている容貌から後にケイシーからは髭ポックルと呼ばれる。
陽気で口が上手いので仕事をサボっていてもほとんど咎められず、危機に陥っても大抵のことは乗り切ってしまう(ただしより事態を悪化させることもある)。また、非常に仲間や友人想いであり、退学後の傷付いたチャックを支え、バイ・モア内でも人望が厚い。しかし、口が軽く詰めが甘いため、チャック以外には信頼が薄い。
チャックとは20年以上の付き合いで、チャックの細かな嗜好からドジやヘマまで知り尽くしている。一度駆け落ちに走ったチャックとサラを、チャックの習性を読んで行き先を見抜いたほど。
チャックが「インターセクト」をダウンロードしたという重大な変化には気付いておらず、チャック自身も「漏らさなければ安全」と言うサラ達の言葉を信じてモーガンには打ち明けてはいない。
チャックの姉・エリーとも幼なじみで彼女とはしょっちゅうケンカになるが、実はずっとエリーに片想い中である。しかし、当の彼女には激しく毛嫌いされているが、アンナと付き合い出してからはエリーへの想いに決着はつけている。
将来の夢は「ハワイで鉄板焼きのシェフになる」ことでシーズン2の終盤にはその夢を実現するため、当時付き合っていたアンナとともにバイ・モアを辞める。しかし、シーズン3では、鉄板焼きをクビになりアンナにもフラれ、再びCIAの口利きによりチャックとともにバイ・モアに出戻り、アシスタント・マネージャーに就任する。
シーズン3でついにチャックの秘密を知り、ケイシーのベックマン将官との取引で念願のスパイにもさせてもらうが、爆弾の扱いを失敗してバイ・モアを爆発させてしまう。
シーズン4ではCIAの支局として再開したバイ・モアの店員に偽装したエージェント達があまりにも有能すぎて偽装になっておらず、元のメンバーを呼び戻すことで偽装を完璧にした功績によりマネージャーに昇格する。シーズン4最終話でインターセクトをダウンロードすることになる。
しかしダウンロードしたインターセクトの欠陥によって傲慢で攻撃的な人格に変貌し、記憶の欠落が生じ始める。やがてチャックたちを裏切る行為にまで及ぶも、チャックの説得とアンインストールで快復するが、傲慢だった時期にこじらせた人間関係で大いに悩むこととなる。
スパイとしてはよくマイケル・カーマイケルの偽名を用いる。
ボローニャという母親（ビッグ・マイクの恋人となる）がいるが、父親のことは本人もよく知らない。
カンフー映画マニアで部屋に千葉真一の映画ポスターを飾っている。
エレノア・フェイ・バトウスキー
演 - サラ・ランカスター、吹替 - 寺川府公子
愛称はエリー。チャックと同じ家に同居している姉。
弟と異なり、知性派かつ前向きな性格で、UCLAのメディカル・スクールを卒業して医師になった。ただし、自分以外スパイであるが事情を知らないために離散した家族構成が原因で心配性でたまに不安定になることがある。
幼い頃に母親が家を出て以来、チャックとお互いを支え合いながら生きてきたため、今も弟に恋人がいないのを心配していた。久方ぶりに出来た恋人（として通っている）サラと弟を全力で応援している。しかし、サラと出会って以来、感謝祭や母の日ディナー、クリスマスなど、家族の恒例行事をすっぽかす等、少し変わった弟を不思議にも思っている。シーズン3終盤、リングの息のかかったCIA局員に騙され、チャックと父を危機に追い込むと同時についにチャックの秘密を知ることとなる。
長年、オタクとして弟を独占するモーガンを非常に毛嫌いしていて、口説かれても一切相手にしない。
同じく医師であるデヴォンを恋人に持ち、のちに結婚する。シーズン3では弟との同居を解消し彼とともにアパートの別室に引っ越し、シーズン4では娘クララを出産する。
最終シーズンにて、父の研究の続きを誘導され、その知識が活かされる事となる。
デヴォン・クリスチャン・ウッドコム
演 - ライアン・マクパートリン、吹替 - 小野塚貴志
エリーの恋人。医師で、大学を首席で卒業、アメフトやサーフィンにトライアスロンなどスポーツ全般もこなし、明るい性格で人望も厚い。
オーサム(awesome)が口癖で、その口癖から「キャプテン・オーサム」（吹き替え版では「お見事キャプテン」）と通称される。
エリー一筋だが、モテるために恋愛経験も豊富で、そこからチャックやモーガンに自身の恋愛テクニックを伝授する事が多い。
ノリで全てを片付けようとする傾向があり、普段からあまり空気を読めるタイプではない。また、ウソが苦手である。
シーズン2終盤でチャックの正体を知り、シーズン3序盤で任務に嬉々として協力するが、その直後に敵対組織から殺されそうな目に遭い、挙句に殺人を強要されたせいで、一時は怯えて引き篭り気味になるなどチャック達のスパイ活動になるべく関わらないようにし、国境なき医師団に参加して彼から離れようとした。しかし、スパイ同士の抗争から結局は出戻りする羽目になるが、チャックの危機には協力した。

### NSA
ダイアン・ベックマン将軍
演 - ボニータ・フリーデリシー、吹替 - 定岡小百合
ケイシーの上官で、チャック護衛任務の指揮官。
職務に忠実で時に非情な命令も下す。一方で、彼女個人としてはチャックとサラの恋愛を応援している。
将官の地位にあるようだが、具体的なことは不明。
過去に伝説のスパイのローン・モンゴメリーと私的な交流があり、彼が登場する話では珍しく私情を顕にした。数年に一度の割合で秘密の逢瀬を楽しんでいるらしく、その度毎に世界に激動が起こると言われている。

### CIA
ブライス・ラーキン
演 - マット・ボマー、吹替 - 中谷一博
チャックのスタンフォード大学時代の元ルームメイトで、彼をカンニング容疑で嵌めた張本人。
その正体はCIAのエージェントで、「インターセクト」を盗み出して逃走していた所をケイシーに撃たれた。その際に死亡したと思われていたが、ブライスが潜入捜査していた先の組織の人間に「ブライスの脳内にインターセクトがある」と吹き込み、治療をさせていた。後に、CIAの関係者でスカウトの役割を担っていた大学の恩師がチャックをCIAに引き入れようとしているのを知り、親友を守ろうと彼を大学から離れさせるためにカンニングで嵌めたことが発覚した。
シーズン2最終話にて、実際は以前からチャックの父親がインターセクトの開発者であることなど彼の全てを知っていたと明かし、またインターセクトの破壊ツールをチャックに渡すも、銃弾を腹部に受けており死亡する。
親友であるチャックのためとはいえ、カンニングをでっち上げて大学を退学させたり、「インターセクト」をダウンロードさせたり、またそれをアップデートさせたりと、かなり自分勝手な性格の持ち主。
チャックとは共通する趣味が多く、スタートレックに登場する架空言語クリンゴン語で会話できるほどのトレッキーぶりを見せる。
プライベートでのサラの元恋人でもある。
ダニエル・ショウ
演 - ブランドン・ラウス、吹替 - 花輪英司
CIAスペシャル・エージェント。
チャックたちのチームの指揮を執る。秘密は多いが、妻を失った過去から仲間想いでサラとも一時惹かれ合った。
同じくスパイだった恋人を殺した敵対組織「リング」の壊滅に熱意を燃やしていたが、CIAがサラを使って恋人を殺した真実を知ると一転、復讐のためチャックたちの敵になる。
シーズン3終盤でリングに寝返り、インターセクトをダウンロードする。そして、CIAを内部から乗っ取り、インターセクトの副作用で不安定になり出したチャックを利用して組織の壊滅寸前まで追い詰めるが、チーム・バトウスキーの活躍でリングの最高幹部たちを捕らえられてしまう。ショウ本人は何とか逃亡し、インターセクトであるチャック抹殺のために「バイ・モア」に現れ、チャックとは一対一の対決の果てに敗北、逮捕投獄される。
ファイナルシーズンでは、デッカーを含むCIA上層部を脅迫して操っていた黒幕として再登場。状況を掻き回しながら脱獄を果たし、チャックたちへの復讐に挑んだ。
ラングストン・グラハム
演 - トニー・トッド、吹替 - 宝亀克寿
CIA長官。サラをCIAにスカウトした人物で、ベックマン将軍と共にバトウスキー計画を指揮する。計画発動に際して、サラにチャックの護衛を命じた。
シーズン2にて新しいインターセクトとして作成された「サイファ」を起動させるが、リングがサイファに仕掛けた爆弾により死亡する。
クライド・デッカー
演 - リチャード・バージ、吹替 - 石井康嗣
CIA長官。ラングストン・グラハムの後任。
チーム・バトウスキーを敵視し、失脚から暗殺にいたるまで執拗に狙い続けるが、コンピュータウイルス「オーメン」争奪の中、ケイシーを標的にされて怒り狂ったバーバンスキーによって爆殺される。
キャット隊（C.A.T. Squad）
Clandestine Attack Team の略称で、かつてサラが所属していたCIAのエージェントチーム。
サラ、カリーナ、ゾンドラ、エイミーの4人（カリーナはシーズン1第4話、シーズン3第2話に続いて登場）で編制され、世界各地で数々の任務を達成していたが、チーム内に裏切り者がいるのではないかという疑心暗鬼が原因で解散。
シーズン4第15話「チャックVSキャット隊」でサラの婚約パーティーに参加するためチャックが召集した。シーズン4最終話ではチャックとサラの結婚式でエリーと共に花嫁の介添えを務めた。

### バイ・モア
ビッグ・マイク
演 - マーク・クリストファー・ローレンス、吹替 - 朝倉栄介
家電量販店「バイ・モア」のバーバンク支店長であり、チャックたちの上司。かなりの巨漢で、甘いものが大好き。
基本的に趣味の釣りに出かけているか店長室でドーナツやサブウェイサンドを食べているかのどちらかで、店長として働いている姿は滅多に見られない。しかし、店への愛情は強く、店内での警報発生を知り休暇から駆け戻ったこともある。
仕事をサボるうえ、トラブルばかり起こす「オタク軍団」にいつも悩まされている。
のちに、エメットに嵌められ、マネージャーの職を追われ一販売員に降格されてしまうが、シーズン3で返り咲く。
元アメフト選手で、その巨体を活かしたタックルは現役を退いた現在でも鍛えられたスパイを軽く吹っ飛ばし、ノックダウンしてしまう程の威力を誇る。
また、1970年代にはアース・ウィンド・アンド・ファイアのメンバーだった（ちなみにその頃のグループ名は「アース・ウィンド・アンド・ファイア・アンド・レインだったとのこと）。
当初は結婚していたが、突然妻に離婚届を突き付けられ離婚。その後、出会い系サイトで知り合ったモーガンの母親と付き合い、後に結婚する。そのことから彼女の息子であるモーガンには目をかけている。
同じく巨体の警察官の従兄がいる（「ダイ・ハード」のロス市警警官アル・パウエルが同設定として従兄役を演じている）。
シーズン3のバイ・モア爆破により無職となっていたが、シーズン4で復職し、マネージャーに昇格したモーガンをアシスタント・マネージャーとして、そして義父として支える。
レスター・パテル
演 - ヴィク・サヘイ、吹替 - 増田隆之
「オタク軍団」のメンバーの一人。自称・カナダ生まれのインド系ユダヤ人。
ジェフとモーガンと仲がよく、彼等と常に「仕事をどうやって楽に終わらせられるか」ばかりを考えている。従業員の間でファイトクラブやモーガンいじめを扇動するなど発言力は強い。ただし、大口を叩く割に小心な一面がある。そのため一時期、棚ぼたでアシスタントマネージャーに昇格するが、責務に耐えられず、すぐに辞任した。
ジェフリーとは常に一緒にいて、ストーカーまがいの行動をする。
ジェフと「ジェフスター」というバンドを組んでいる。ボーカル担当。TOTOの「アフリカ」や、スティクスの「ミスター・ロボット」など、1980年代のヒット楽曲のカバーを得意とする。
ジェフリー・バーンズ
演 - スコット・クリンスキー、吹替 - 坂本くんぺい
同じく「オタク軍団」のメンバーの一人。
「オタク軍団」絡みのお客様トラブルやビッグ・マイクからのカミナリの大半はジェフとレスター関係である。
酒好きで不潔。また、詳細不明の薬も大量に服用していて、時々幻覚も見えている。
レスターに必要以上の接触するため、親友である彼にさえ気味悪がられ怪しまれている。
若い頃はアーケードゲーム「ミサイルコマンド」の世界チャンピオンであった。しかし、現在はプレッシャーからスランプに陥ってしまっている。
レスターと「ジェフスター」というバンドを組んでいる。キーボード担当。
アンナ・ウー
演 - ジュリア・リン、吹替 - 〆野潤子
「オタク軍団」紅一点の台湾人で、筋骨隆々の男を一発で倒すほどのカンフーの腕前の持ち主。
モーガンと付き合っていたが、嫉妬深く、いまだモーガンが目移りしているエリーを敵視していた。
シーズン2終盤では、鉄板焼き屋の夢を目指すモーガンに付いていき「バイ・モア」を辞めるが、シーズン3で鉄板焼き屋をクビになった彼についに愛想を尽かし、レストランの見習いとともに消えてしまう。しかし、シーズン3終盤でモーガンを連れ戻しにバイ・モアを訪れ、モーガンから振られる。
ハリー・タン
演 - C・S・リー、吹替 - 高橋研二
シーズン1前半でアシスタントマネージャーの座を狙いことあるごとにチャックと張り合おうとする東洋系の男性。
あるときバイ・モア店内でチャックらがダイアン将軍への報告をしている現場に居合わせてしまい、秘密を知ってしまう。しかし、その直後にスパイとして採用するとケイシーに騙され、バイ・モアを辞めて妻とともにハワイへ移住し悠々自適な生活を送る。
実は妻はビック・マイクと不倫関係にあったが、本人はそのことを知らない。
エメット
演 - トニー・ヘイル、吹替 - 高橋研二
レスターの辞任により、不在となったアシスタントマネージャーとして本社からやってきた男。
上に甘く下に厳しい典型的なダメな上司。
仕事をサボるうえ、トラブルばかり起こす「オタク軍団」を目の敵にしている。
のちに、モーガンを騙してビック・マイクから店長の座を奪う。しかし、シーズン3序盤でチャックを追ってきた殺し屋を不用意かつ無駄に刺激してしまい、拳銃で撃たれてしまう。その後の生死は定かでないが、ケイシーはチャックに「彼はアンカレッジに栄転した」と説明している。
ビッグ・マイクに「所属が分からない（男女のどっちが好きなのか）」と言われるなど中性的だが、本人はノーマルだと語っている。
ハンナ・オルセン
演 - クリスティン・クルック、吹替 - 小松由佳
「オタク軍団」のメンバーの一人。
シーズン3でチャックが初単独任務に向かうため乗ったパリ行の飛行機で出会った女性。
オフィスを片付けた後、バイ・モアのアオタク軍団でチャックと一緒に働く。
以前はパリの投資顧問会社で秘書として働いていたがクビになった。その後、パリのオフィスに荷物を片付けに行くために乗った飛行機の中で単独任務中のチャックと出会い意気投合し、事情を知った彼に「バイ・モア」に誘われ、働き始める。
当初よりチャックに対して好意を持っており、「オタク軍団」入り後に互いの気持ちが通じあい付き合い始めるが、秘密を抱えることに耐えられないとしてチャックから別れを告げられ、「バイ・モア」を退職する。

### フルクラム
ジル・ロバーツ
演 - ジョーダナ・ブリュースター、吹替 - 北西純子
チャックのスタンフォード大学時代の恋人。
実は敵対組織「フルクラム」のスパイ。
ブライスとの浮気により、チャックと別れる。しかし、それはチャックを危険なスパイの世界から遠ざけるための偽装であり、今でも彼を愛していた。
のちに再会したチャックと再び愛し合うようになる。しかし、彼女が敵対組織「フルクラム」のスパイであることが発覚し、サラを殺そうとしたことにより、愛していたチャックの手によって捕らえられ、政府に身柄を引き渡される。
その後、恩赦を条件にチャックたちの任務に協力する。しかし、政府は彼女に恩赦を与えるつもりはなく、それを知ったチャックに協力のお礼として逃がしてもらう。

### ヴォルコフ産業
アレクセイ・ヴォルコフ
演 - ティモシー・ダルトン、吹替 - 土師孝也
ロシア系の「ヴォルコフ産業」のボス。チャックの父親とは友人。
本名はハートリー・ウィンターボトム。元はスパイ（科学部門）で、インターセクトをダウンロードした。
そのインターセクトは被験者に悪影響を及ぼす代物で、その影響で人格が豹変したまま戻らず犯罪者になってしまった。
シーズン4終盤でインターセクトを取り除かれたことで元に戻り、スパイをクビになったチャックに出資してカーマイケル産業の設立に貢献した。
メアリー・バトウスキー
演 - リンダ・ハミルトン、吹替 - 塩田朋子
シーズン4に登場するチャックとエリーの母親。「フロスト」のコードネームを持つスパイ。ロシア系の「ヴォルコフ産業」へ長期間の潜入任務に就いている。
ヴィヴィアン・マッカーサー / ヴィヴィアン・ヴォルコフ
演 - ローレン・コーハン
シーズン4に登場するヴォルコフの娘。ヴォルコフ産業を引き継ぎ、父を奪った敵としてチャックを狙う。

### その他
ジャック・バートン
演 - ゲイリー・コール、吹替 - 世古陽丸
サラの父親で凄腕の詐欺師。詐欺師としての腕は一流で、政府に協力を要請されるほど。
長年交流がなかったため、サラとの関係はギクシャクしている。
チャックたちの任務に協力したあと、再び姿を消す。
ステフォン・バトウスキー
演 - スコット・バクラ、吹替 - 谷口節
チャックとエリーの父親。
「インターセクト」の開発者で「オリオン」というコードネームを持つ。「インターセクト」を開発後、政府の思惑を知り、家族を巻き込まないために、何も告げず家を離れた。しかし、普段は自分が開発した新技術が他人に奪われたことを嘆いて愚痴るため、その正体を明かすまではほら吹きの父と誤解されて複雑な感情がバトウスキー姉弟の間に渦巻いていた。
昔、自分を実験台にしていたため、自身も初期型の「インターセクト」を脳内にインストールしている。
当初は「オリオン」としてチャックに接触していたが、その後、彼に自身の秘密を打ち明ける。
シーズン3終盤で、CIAに騙されたエリーによって再び追われる立場となり、同時にチャックがまだスパイであることを知って、「インターセクト」の作動によりあふれる脳電位の異常を制御する装置「ガバナー」を作る。
リングの二重スパイ（ダニエル・ショウ）に撃たれて死亡。
ルー・パロン
演 - レイチェル・ビルソン、吹替 - 嶋村侑
デリの店主。壊れた携帯電話を直してもらったのがきっかけでチャックと付き合う。
ターキーとマンステールチーズのサンドイッチにチャックバトウスキーと命名。
その後チャックにFDAのエージェントだと言われて関係は終わった。
アレハンドロ・ゴヤ
演 - アーマンド・アサンテ
かつてアメリカと敵対していた独裁国家コスタ・グラバスの首相。民主化に伴って反対派から暗殺されそうになるが、チャック達の活躍とデヴォンの医療技術によって生命を救われる。
アレックス・マクヒュー
演 - マッケンナ・メルヴィン、吹替 - 森谷里美
ケイシーの娘。モーガンの恋人。
ガートルード・バーバンスキー
演 - キャリー＝アン・モス
フリーランスのスパイを提供するセキュリティ会社バーバンスキー社の社長。元KGB。
ニコラス・クイン
演 - アンガス・マクファーデン
元CIA。インターセクト1号になるはずだったが、ブライスがインターセクトを盗み出したことで人生が狂い始め、CIAもクビになった。
モーガンが一時インストールしていた記憶障害や人格変容の欠陥があるインターセクトではなく、完全版のインターセクトを求めてチャック達を執拗に狙う。シーズン5後半の敵。

## 用語
インターセクト
暗号化した情報をサブリミナル効果で視覚から脳に取り込み（作中でインストールと呼ばれる）、対象に接すると瞬時に情報が引き出される新技術。劇中ではインストールされた人物も「インターセクト」と呼ばれる。
ストーリー初期にブライスがチャックにインターセクト入りのメールを送り、NSAのインターセクト施設を破壊。さらにサラがチャックのパソコンを盗もうと押し入った際に帰宅したチャックとモーガンに遭遇してパソコンが破損し、チャックが唯一の「インターセクト」となってしまう。
ストーリーの進行と共に性能も上がっており、シーズン1では視覚からのみ引き出しが、シーズン2でのブライスのアップデートで聴覚からも引き出せるようになる。さらにある任務でフルクラムの人体実験に遭遇してフルクラムの情報も取り込む。後に「オリオン」の尽力でアンインストールに成功するが、フルクラムの新しい「インターセクト」はチャックが再インストール後に破壊。その結果、格闘技など運動行為に医療行為なども実行できるようになった。
単独スパイ専用であるが、インターセクトの情報は膨大なために素質がない者では脳が耐え切れず廃人になる。また、フラッシュ（情報を引き出すこと）する際に脳に負担がかかるため、シーズン3終盤に素質が高いチャックも不安定となるが、父オリオンから脳電位抑制機能を持つガバナー付きの時計を装着することで克服した。破壊された技術の復元で、一時的かつ一部の情報のみにしたサングラス着用時のみカンフーの達人になれる簡易版（シーズン3第6話）が作られた。
サイファ
CIAが開発を進めていた新しいインターセクト。フルクラムによりコアパーツに爆破装置を仕込まれていたため、第二インターセクトになるはずだったサイファ計画は失敗に終わる。
バイ・モア バーバンク店
主要人物たちが勤める家電量販店。オタク軍団（ナード・ハード）を抱えるが、人種を問わない雇用のために彼らの不真面目さはやや黙認気味。
チャックの監視のためにケイシーが雇われ、極秘で通信設備や隠し通路などが改造されていく。シーズン2にはサラの勤めるヨーグルト店と地下で繋がり、シーズン3では地下に秘密基地（キャッスル）が作られるが、同シーズン最終話でショウに爆弾を仕掛けられ、モーガンが負傷した手で起爆装置をいじったことが要因で爆破される。シーズン4では、CIAの支部として多額の予算を用いて復活する。
フルクラム
チャックの元恋人であるジルが所属していた組織で、シーズン2におけるチャック達の敵。作中では、インターセクトの開発や研究、さらに様々な伝手からスパイを徴用していた。
リング
フルクラムの背後にある組織で、シーズン3での主な敵。CIA内部にもリングのスパイが潜り込んでいる。ショウの裏切りでCIAの実権を奪い取るも、チームバトウスキーの活躍で幹部たちを捕らえられ、崩壊する。
ヴォルコフ産業
ロシアの兵器企業。シーズン4での主な敵となる。チャックの母親が「フロスト」として潜入している複合企業。裏社会のネットワーク情報を「ヒドラ」システムで管理している。
ヒドラ
ヴォルコフ産業の持つ裏社会の情報や武器取引の記録をまとめたネットワーク兼データベース.
ノースマン
シーズン4後半に登場するヴォルコフ産業が開発した対人兵器。標的のDNAを登録すれば、遠距離から殺害できる。
小型のカラーディスプレイが内蔵された銃型の装置部、誘導部であるDNA追跡器、黄色い液体状の合成物質「トリウム」のカートリッジで構成される。解毒剤は「イリジウム5」もしくはその改良品「イリジウム6」。
オーメン・ウイルス
サイバーテロのための毎秒100ゼタバイトのデータを消去する強力なコンピュータウイルスと言われていたが、実はCIAのデータベースから全データを引き出した上で消去、そのデータを新たなインターセクトとして対象者にインストールできるよう圧縮する機能を持っていた。

## エピソード

### 第1シーズン
|        | タイトル                     | 原題                                  | オリジナル放送日 |
| ------ | ---------------------------- | ------------------------------------- | ---------------- |
| 第1話  | チャック VS 運命             | Chuck Versus the Intersect            | 2007年9月24日    |
| 第2話  | チャック VS ヘリコプター     | Chuck Versus the Helicopter           | 2007年10月1日    |
| 第3話  | チャック VS タンゴ           | Chuck Versus the Tango                | 2007年10月8日    |
| 第4話  | チャック VS 秘密の石         | Chuck Versus the Wookiee              | 2007年10月15日   |
| 第5話  | チャック VS エビの鉄板焼き   | Chuck Versus the Sizzling Shrimp      | 2007年10月22日   |
| 第6話  | チャック VS サンドワーム     | Chuck Versus the Sandworm             | 2007年10月29日   |
| 第7話  | チャック VS スタンフォード大 | Chuck Versus the Alma Mater           | 2007年11月5日    |
| 第8話  | チャック VS 真実             | Chuck Versus the Truth                | 2007年11月12日   |
| 第9話  | チャック VS サラミ           | Chuck Versus the Imported Hard Salami | 2007年11月19日   |
| 第10話 | チャック VS 天敵             | Chuck Versus the Nemesis              | 2007年11月26日   |
| 第11話 | チャック VS セダン           | Chuck Versus the Crown Vic            | 2007年12月3日    |
| 第12話 | チャツク VS カサブランカ     | Chuck Versus the Undercover Lover     | 2008年1月21日    |
| 第13話 | チャック VS カジキ           | Chuck Versus the Marlin               | 2008年1月21日    |

### 第2シーズン
|        | タイトル                         | 原題                             | オリジナル放送日 |
| ------ | -------------------------------- | -------------------------------- | ---------------- |
| 第1話  | チャック VS 初デート             | Chuck Versus the First Date      | 2008年9月29日    |
| 第2話  | チャック VS 誘惑                 | Chuck Versus the Seduction       | 2008年10月6日    |
| 第3話  | チャック VS 失恋                 | Chuck Versus the Break-Up        | 2008年10月13日   |
| 第4話  | チャック VS クーガーズ           | Chuck Versus the Cougars         | 2008年10月20日   |
| 第5話  | チャック VS ミサイルコマンド     | Chuck Versus Tom Sawyer          | 2008年10月27日   |
| 第6話  | チャック VS 元カノ               | Chuck Versus the Ex              | 2008年11月10日   |
| 第7話  | チャック VS オペラ               | Chuck Versus the Fat Lady        | 2008年11月17日   |
| 第8話  | チャック VS 遊園地               | Chuck Versus the Gravitron       | 2008年11月24日   |
| 第9話  | チャック VS センセイ             | Chuck Versus the Sensei          | 2008年12月1日    |
| 第10話 | チャック VS デロリアン           | Chuck Versus the DeLorean        | 2008年12月8日    |
| 第11話 | チャック VS サンタクロース       | Chuck Versus Santa Claus         | 2008年12月15日   |
| 第12話 | チャック VS ロック・スター       | Chuck Versus the Third Dimension | 2009年2月2日     |
| 第13話 | チャック VS ご近所               | Chuck Versus the Suburbs         | 2009年2月16日    |
| 第14話 | チャック VS 親友                 | Chuck Versus the Best Friend     | 2009年2月23日    |
| 第15話 | チャック VS セクシーガイ         | Chuck Versus the Beefcake        | 2009年3月2日     |
| 第16話 | チャック VS リーサル・ウェポン   | Chuck Versus the Lethal Weapon   | 2009年3月9日     |
| 第17話 | チャック VS 攻撃機（プレデター） | Chuck Versus the Predator        | 2009年3月23日    |
| 第18話 | チャック VS 傷心                 | Chuck Versus the Broken Heart    | 2009年3月30日    |
| 第19話 | チャック VS 夢の職業             | Chuck Versus the Dream Job       | 2009年4月6日     |
| 第20話 | チャック VS 初めての殺し         | Chuck Versus the First Kill      | 2009年4月13日    |
| 第21話 | チャック VS 大佐                 | Chuck Versus the Colonel         | 2009年4月20日    |
| 第22話 | チャック VS リング               | Chuck Versus the Ring            | 2009年4月27日    |

### 第3シーズン
|        | タイトル                           | 原題                                | オリジナル放送日 |
| ------ | ---------------------------------- | ----------------------------------- | ---------------- |
| 第1話  | チャック VS クビ宣告               | Chuck Versus the Pink Slip          | 2010年1月10日    |
| 第2話  | チャック VS 愛の言葉               | Chuck Versus the Three Words        | 2010年1月10日    |
| 第3話  | チャック VS 死の天使               | Chuck Versus the Angel de la Muerte | 2010年1月11日    |
| 第4話  | チャック VS スパイになったデヴォン | Chuck Versus Operation Awesome      | 2010年1月17日    |
| 第5話  | チャック VS 初単独任務             | Chuck Versus First Class            | 2010年1月24日    |
| 第6話  | チャック VS ナチョス盛り合わせ     | Chuck Versus the Nacho Sampler      | 2010年1月31日    |
| 第7話  | チャック VS 仮面                   | Chuck Versus the Mask               | 2010年2月8日     |
| 第8話  | チャック VS 偽名                   | Chuck Versus the Fake Name          | 2010年3月1日     |
| 第9話  | チャック VS ひげヅラ               | Chuck Versus the Beard              | 2010年3月8日     |
| 第10話 | チャック VS ケイシーの過去         | Chuck Versus the Tic Tac            | 2010年3月15日    |
| 第11話 | チャック VS 最終試験               | Chuck Versus the Final Exam         | 2010年3月22日    |
| 第12話 | チャック VS アメリカン・ヒーロー   | Chuck Versus the American Hero      | 2010年3月29日    |
| 第13話 | チャック VS 復讐                   | Chuck Versus the Other Guy          | 2010年4月5日     |
| 第14話 | チャック VS ハネムーン             | Chuck Versus the Honeymooners       | 2010年4月26日    |
| 第15話 | チャック VS お手本カップル         | Chuck Versus the Role Models        | 2010年5月3日     |
| 第16話 | チャック VS 歯                     | Chuck Versus the Tooth              | 2010年5月10日    |
| 第17話 | チャック VS リビングデッド         | Chuck Versus the Living Dead        | 2010年5月17日    |
| 第18話 | チャック VS 地下鉄                 | Chuck Versus the Subway             | 2010年5月24日    |
| 第19話 | チャック VS リング：パート2        | Chuck Versus the Ring: Part II      | 2010年5月24日    |

### 第4シーズン
|        | タイトル                             | 原題                                  | オリジナル放送日 |
| ------ | ------------------------------------ | ------------------------------------- | ---------------- |
| 第1話  | チャック VS 記念日                   | Chuck Versus the Anniversary          | 2010年9月20日    |
| 第2話  | チャック VS スーツケース             | Chuck Versus the Suitcase             | 2010年9月27日    |
| 第3話  | チャック VS 婚約指輪                 | Chuck Versus the Cubic Z              | 2010年10月4日    |
| 第4話  | チャック VS クーデター               | Chuck Versus the Coup d'Etat          | 2010年10月11日   |
| 第5話  | チャック VS ケイシーの葬式           | Chuck Versus the Couch Lock           | 2010年10月18日   |
| 第6話  | チャック VS 恐怖の通路               | Chuck Versus the Aisle of Terror      | 2010年10月25日   |
| 第7話  | チャック VS 初ゲンカ                 | Chuck Versus the First Fight          | 2010年11月1日    |
| 第8話  | チャック VS 死の恐怖                 | Chuck Versus the Fear of Death        | 2010年11月15日   |
| 第9話  | チャック VS フェーズ3                | Chuck Versus Phase Three              | 2010年11月22日   |
| 第10話 | チャック VS 残り物ディナー           | Chuck Versus the Leftovers            | 2010年11月29日   |
| 第11話 | チャック VS バルコニー               | Chuck Versus the Balcony              | 2011年1月17日    |
| 第12話 | チャック VS 塀の中のボス             | Chuck Versus the Gobbler              | 2011年1月24日    |
| 第13話 | チャック VS 出産ミックス             | Chuck Versus the Push Mix             | 2011年1月31日    |
| 第14話 | チャック VS 続・誘惑                 | Chuck Versus the Seduction Impossible | 2011年2月7日     |
| 第15話 | チャック VS キャット隊               | Chuck Versus the Cat Squad            | 2011年2月14日    |
| 第16話 | チャック VS 仮面舞踏会               | Chuck Versus the Masquerade           | 2011年2月21日    |
| 第17話 | チャック VS ファースト銀行           | Chuck Versus the First Bank of Evil   | 2011年2月28日    |
| 第18話 | チャック VS Aチーム                  | Chuck Versus the A-Team               | 2011年3月14日    |
| 第19話 | チャック VS 密室殺人                 | Chuck Versus the Muuurder             | 2011年3月21日    |
| 第20話 | チャック VS ヴォルコフ・ファミリー   | Chuck Versus the Family Volkoff       | 2011年4月11日    |
| 第21話 | チャック VS ウエディング・プランナー | Chuck Versus the Wedding Planner      | 2011年4月18日    |
| 第22話 | チャック VS エージェントX            | Chuck Versus Agent X                  | 2011年5月2日     |
| 第23話 | チャック VS 結婚準備                 | Chuck Versus the Last Details         | 2011年5月9日     |
| 第24話 | チャック VS クリフハンガー           | Chuck Versus the Cliffhanger          | 2011年5月16日    |

### 第5（ファイナル）シーズン
|        | タイトル                         | 原題                            | オリジナル放送日 |
| ------ | -------------------------------- | ------------------------------- | ---------------- |
| 第1話  | チャック VS ズーム               | Chuck Versus the Zoom           | 2011年10月28日   |
| 第2話  | チャック VS ヒゲの賊             | Chuck Versus the Bearded Bandit | 2011年11月4日    |
| 第3話  | チャック VS メッシュ             | Chuck Versus the Frosted Tips   | 2011年11月11日   |
| 第4話  | チャック VS 暗殺命令             | Chuck Versus the Business Trip  | 2011年11月11日   |
| 第5話  | チャック VS ハッキング対決       | Chuck Versus the Hack Off       | 2011年12月9日    |
| 第6話  | チャック VS バトウスキー家の呪い | Chuck Versus the Curse          | 2011年12月16日   |
| 第7話  | チャック VS サンタの衣装         | Chuck Versus the Santa Suit     | 2011年12月23日   |
| 第8話  | チャック VS 赤ちゃん             | Chuck Versus the Baby           | 2011年12月30日   |
| 第9話  | チャック VS ヒモ                 | Chuck Versus the Kept Man       | 2012年1月6日     |
| 第10話 | チャック VS ボー                 | Chuck Versus Bo                 | 2012年1月13日    |
| 第11話 | チャック VS 新幹線               | Chuck Versus the Bullet Train   | 2012年1月20日    |
| 第12話 | チャック VS サラ                 | Chuck Versus Sarah              | 2012年1月27日    |
| 第13話 | チャック VS さよなら             | Chuck Versus the Goodbye        | 2012年1月27日    |

## DVD・BD
- CHUCK / チャック (ファースト・シーズン) コンプリート・ボックス 2011年4月27日発売
- CHUCK / チャック (セカンド・シーズン) コンプリート・ボックス 2011年6月15日発売
- CHUCK / チャック (サード・シーズン) コンプリート・ボックス 2012年6月6日発売
- CHUCK / チャック (フォース・シーズン) コンプリート・ボックス 2013年4月25日発売